# Temporada 2024 de Eurocup-3
La temporada 2024 de Eurocup-3 fue la segunda edición de dicha competición. Comenzó el 2 de marzo en Aragón con una ronda fuera del campeonato y finalizó el 10 de noviembre en Barcelona.
Javier Sagrera fue coronado campeón de la competición de primera mano, mientras que su equipo, MP Motorsport, se quedó con el Campeonato de Equipos. Sin embargo, varias horas tras proclamarse campeón, Campos Racing apeló en contra de MP Motorsport por haber supuestamente roto el parque cerrado en uno de los monoplazas sin permiso del piloto para generar una descalificación y que Sagrera ganara el campeonato contra Christian Ho.

## Equipos y pilotos
| Equipo           | N.º | Piloto                 | Estado | Carreras  |
| ---------------- | --- | ---------------------- | ------ | --------- |
| Campos Racing    | 2   | Noah Lisle             |        | NC, Todas |
| Campos Racing    | 5   | Valentin Kluss         | N      | NC, Todas |
| Campos Racing    | 5   | Michael Shin           |        | NC, Todas |
| Campos Racing    | 23  | Christian Ho           | N      | NC, Todas |
| Campos Racing    | 52  | Suleiman Zanfari       |        | NC, 1-3   |
| Campos Racing    | 52  | Jesse Carrasquedo Jr.  |        | 4-8       |
| MP Motorsport    | 3   | Javier Sagrera         |        | Todas     |
| MP Motorsport    | 25  | Javier Sagrera         | NC     |           |
| MP Motorsport    | 6   | Bruno del Pino         |        | Todas     |
| MP Motorsport    | 24  | Emerson Fittipaldi Jr. |        | NC, Todas |
| MP Motorsport    | 26  | Owen Tangavelou        |        | NC        |
| MP Motorsport    | 84  | Owen Tangavelou        | Todas  |           |
| MP Motorsport    | 34  | Dario Cabanelas        | N      | 1-7       |
| MP Motorsport    | 34  | Georgy Zhuravskiy      | N      | 7-8       |
| MP Motorsport    | 55  | Valerio Rinicella      | N      | NC        |
| Palou Motorsport | 4   | Kirill Smal            |        | 1-2       |
| Palou Motorsport | 4   | Pierre-Louis Chovet    |        | 6         |
| Palou Motorsport | 4   | Gerrard Xie            | I      | 7         |
| Palou Motorsport | 4   | Everett Stack          | I      | 8         |
| Palou Motorsport | 10  | Luciano Morano         | N      | Todas     |
| Palou Motorsport | 18  | Garrett Berry          | N      | NC, Todas |
| Palou Motorsport | 30  | Theodor Jensen         | N      | NC, 1-6   |
| Drivex           | 7   | Georgy Zhuravskiy      | N      | NC, 1-6   |
| Drivex           | 7   | Michael Belov          | I      | 7         |
| Drivex           | 7   | Nikita Bedrin          | I      | 8         |
| Drivex           | 13  | Daniel Nogales         |        | 1-5       |
| Drivex           | 20  | Gaspard Le Gallais     |        | NC, Todas |
| Drivex           | 21  | Victoria Blokhina      | N      | NC, Todas |
| Drivex           | 64  | Nick Gilkes            |        | 1-6       |
| Drivex           | 64  | Joao Díaz              | N      | 7         |
| Drivex           | 64  | Preston Lambert        | N I    |           |
| GRS Team         | 9   | Nikola Tsolov          |        | 1, 3, 5-7 |
| GRS Team         | 9   | Emely de Heus          |        | 2, 8      |
| GRS Team         | 72  | Emely de Heus          | 3, 5   |           |
| GRS Team         | 72  | Douwe Dedecker         | N      | 6-7       |
| GRS Team         | 72  | Mari Boya              | I      | 8         |
| GRS Team         | 77  | Isaac Barashi          | N      | Todas     |
| Saintéloc Racing | 12  | Alexander Abkhazava    |        | NC, Todas |
| Saintéloc Racing | 17  | Daniel Nogales         |        | 6         |
| Saintéloc Racing | 44  | Diego de la Torre      | N      | NC, Todas |
| Saintéloc Racing | 69  | Finley Green           |        | 1-4, 6    |
| Saintéloc Racing | 69  | Yevan David            |        | 5         |
| Saintéloc Racing | 69  | James Hedley           | I      | 7         |
| Saintéloc Racing | 69  | Matteo Quintarelli     | I      | 8         |
| Saintéloc Racing | 99  | Matteo De Palo         |        | NC        |
| Saintéloc Racing | 99  | José Garfias           |        | 1-6       |
| Saintéloc Racing | 99  | Daniel Nogales         |        | 7-8       |
| DXR by Drivex    | 25  | Joao Díaz              | N      | 2-7       |
| DXR by Drivex    | 26  | Hadrien David          |        | 6         |
| DXR by Drivex    | 43  | Linus Hellberg         | I      | 6-8       |
| DXR by Drivex    | 48  | Emil Hellberg          | I      | 6-8       |

| Icono | Estado   |
| ----- | -------- |
| N     | Novato   |
| I     | Invitado |

## Calendario
| Ronda                | Ronda         | Circuito                                     | Fecha           |
| Winter Series        | Winter Series | Winter Series                                | Winter Series   |
| -------------------- | ------------- | -------------------------------------------- | --------------- |
| NC                   | C1            | MotorLand Aragón, Alcañiz 1                  | 3 de marzo      |
| NC                   | C2            | MotorLand Aragón, Alcañiz 1                  | 3 de marzo      |
| Campeonato principal |               |                                              |                 |
| 1                    | C1            | Circuito de Spa-Francorchamps, Francorchamps | 19 de abril     |
| 1                    | C2            | Circuito de Spa-Francorchamps, Francorchamps | 20 de abril     |
| 2                    | C1            | Red Bull Ring, Spielberg                     | 19 de mayo      |
| 2                    | C2            | Red Bull Ring, Spielberg                     | 19 de mayo      |
| 3                    | C1            | Autódromo Internacional do Algarve, Portimão | 8 de junio      |
| 3                    | C2            | Autódromo Internacional do Algarve, Portimão | 9 de junio      |
| 3                    | C3            | Autódromo Internacional do Algarve, Portimão | 9 de junio      |
| 4                    | C1            | Circuito Paul Ricard, Le Castellet           | 6 de julio      |
| 4                    | C2            | Circuito Paul Ricard, Le Castellet           | 7 de julio      |
| 5                    | C1            | Circuito de Zandvoort, Zandvoort             | 13 de julio     |
| 5                    | C2            | Circuito de Zandvoort, Zandvoort             | 14 de julio     |
| 6                    | C1            | MotorLand Aragón, Alcañiz 2                  | 27 de julio     |
| 6                    | C2            | MotorLand Aragón, Alcañiz 2                  | 28 de julio     |
| 7                    | C1            | Circuito de Jerez, Jerez de la Frontera      | 5 de octubre    |
| 7                    | C2            | Circuito de Jerez, Jerez de la Frontera      | 6 de octubre    |
| 8                    | C1            | Circuito de Barcelona-Cataluña, Montmeló     | 9 de noviembre  |
| 8                    | C2            | Circuito de Barcelona-Cataluña, Montmeló     | 10 de noviembre |
| Fuentes:             |               |                                              |                 |

## Resultados
| Ronda | Ronda | Ronda                | Pole Position                                  | Vuelta rápida                                  | Piloto ganador                                 | Escudería ganadora                             | Novato ganador                                 |
| ----- | ----- | -------------------- | ---------------------------------------------- | ---------------------------------------------- | ---------------------------------------------- | ---------------------------------------------- | ---------------------------------------------- |
| NC    | C1    | Aragón 1             | Christian Ho                                   | Valerio Rinicella                              | Valerio Rinicella                              | MP Motorsport                                  | Valerio Rinicella                              |
| NC    | C2    | Aragón 1             | Valerio Rinicella                              | Valerio Rinicella                              | Valerio Rinicella                              | MP Motorsport                                  | Valerio Rinicella                              |
| 1     | C1    | Spa-Francorchamps    | Owen Tangavelou                                | Javier Sagrera                                 | Javier Sagrera                                 | MP Motorsport                                  | Valentin Kluss                                 |
| 1     | C2    | Spa-Francorchamps    | Cancelada debido a las condiciones climáticas. | Cancelada debido a las condiciones climáticas. | Cancelada debido a las condiciones climáticas. | Cancelada debido a las condiciones climáticas. | Cancelada debido a las condiciones climáticas. |
| 2     | C1    | Spielberg            | Owen Tangavelou                                | Owen Tangavelou                                | Owen Tangavelou                                | MP Motorsport                                  | Dario Cabanelas                                |
| 2     | C2    | Spielberg            | Christian Ho                                   | Dario Cabanelas                                | Bruno del Pino                                 | MP Motorsport                                  | Christian Ho                                   |
| 3     | C1    | Portimão             | Christian Ho                                   | Emerson Fittipaldi Jr.                         | Christian Ho                                   | Campos Racing                                  | Christian Ho                                   |
| 3     | C2    | Portimão             | Valentin Kluss                                 | Valentin Kluss                                 | Christian Ho                                   | Campos Racing                                  | Christian Ho                                   |
| 3     | C3    | Portimão             | Christian Ho                                   | Bruno del Pino                                 | Alexander Abkhazava                            | Saintéloc Racing                               | Valentin Kluss                                 |
| 4     | C1    | Le Castellet         | Christian Ho                                   | Christian Ho                                   | Bruno del Pino                                 | MP Motorsport                                  | Christian Ho                                   |
| 4     | C2    | Le Castellet         | Christian Ho                                   | Christian Ho                                   | Christian Ho                                   | Campos Racing                                  | Christian Ho                                   |
| 5     | C1    | Zandvoort            | Javier Sagrera                                 | Bruno del Pino                                 | Javier Sagrera                                 | MP Motorsport                                  | Christian Ho                                   |
| 5     | C2    | Zandvoort            | Javier Sagrera                                 | José Garfias                                   | Javier Sagrera                                 | MP Motorsport                                  | Valentin Kluss                                 |
| 6     | C1    | Aragón 2             | Jesse Carrasquedo Jr.                          | Jesse Carrasquedo Jr.                          | Jesse Carrasquedo Jr.                          | Campos Racing                                  | Christian Ho                                   |
| 6     | C2    | Aragón 2             | Owen Tangavelou                                | Daniel Nogales                                 | Javier Sagrera                                 | MP Motorsport                                  | Christian Ho                                   |
| 7     | C1    | Jerez de la Frontera | Christian Ho                                   | Christian Ho                                   | Christian Ho                                   | Campos Racing                                  | Christian Ho                                   |
| 7     | C2    | Jerez de la Frontera | Bruno del Pino                                 | Bruno del Pino                                 | Bruno del Pino                                 | MP Motorsport                                  | Christian Ho                                   |
| 8     | C1    | Barcelona            | Emerson Fittipaldi Jr.                         | Emerson Fittipaldi Jr.                         | Christian Ho                                   | MP Motorsport                                  | Christian Ho                                   |
| 8     | C2    | Barcelona            | Christian Ho                                   | Christian Ho                                   | Christian Ho                                   | Campos Racing                                  | Christian Ho                                   |

## Clasificaciones

### Puntuaciones
| Posición | 1.º | 2.º | 3.º | 4.º | 5.º | 6.º | 7.º | 8.º | 9.º | 10.º | Pole | VR |
| Puntos   | 25  | 18  | 15  | 12  | 10  | 8   | 6   | 4   | 2   | 1    | 2    | 1  |

### Campeonato de Pilotos
| Pos.                                                               | Piloto                 | ARA1 | ARA1 |     | SPA | SPA | SPI | SPI | POR | POR | POR | LEC | LEC | ZAN | ZAN  | ARA2 | ARA2 | JER | JER | BAR | BAR    | Puntos |
| ------------------------------------------------------------------ | ---------------------- | ---- | ---- | --- | --- | --- | --- | --- | --- | --- | --- | --- | --- | --- | ---- | ---- | ---- | --- | --- | --- | ------ | ------ |
| 1                                                                  | Christian Ho           | 4    | 2    | 22† | C   | Ret | 4   | 1   | 1   | 21† | 2   | 1   | 2   | 5   | 2    | 9    | 1    | 5   | 1   | 1   | 255    |        |
| 2                                                                  | Javier Sagrera         | 2    | 13†  | 1   | C   | 8   | 2   | 5   | 8   | 2   | 3   | 2   | 1   | 1   | Ret  | 1    | 2    | 2   | 6   | 6   | 250    |        |
| 3                                                                  | Bruno del Pino         |      |      | 18  | C   | 2   | 1   | 2   | 7   | 4   | 1   | 10  | 3   | 2   | 4    | 4    | 12   | 1   | 3   | 11  | 209    |        |
| 4                                                                  | Owen Tangavelou        | 3    | 4    | DNS | C   | 1   | 3   | 3   | 4   | 5   | 5   | 5   | 4   | 4   | Ret  | 6    | 6    | 8   | 7   | DSQ | 158    |        |
| 5                                                                  | Emerson Fittipaldi Jr. | 6    | 7    | 4   | C   | 3   | 5   | 20† | 6   | 16  | 8   | 6   | 8   | 17  | 14   | 2    | 4    | 4   | 2   | 2   | 142    |        |
| 6                                                                  | Valentin Kluss         | 10†  | Ret  | 7   | C   | 19  | 6   | 6   | 2   | 3   | 7   | 4   | 12  | 3   | 7    | 7    | 9    | 10  | 9   | 8   | 121    |        |
| 7                                                                  | Michael Shin           | 5    | 5    | 11  | C   | 9   | 7   | Ret | 3   | 6   | 9   | 8   | Ret | 9   | 3    | 8    | 3    | 3   | 8   | 10  | 98     |        |
| 8                                                                  | Jesse Carrasquedo Jr.  |      |      |     |     |     |     |     |     |     | Ret | 3   | 13  | 21  | 1    | 10   | 8    | 6   | 4   | 7   | 80     |        |
| 9                                                                  | Alexander Abkhazava    | WD   | WD   | 2   | C   | 6   | 24  | 4   | Ret | 1   | 6   | 9   | Ret | Ret | 25†  | 11   | 13   | 14  | 10  | 12  | 76     |        |
| 10                                                                 | José Garfias           |      |      | 6   | C   | 7   | 23  | Ret | 5   | 20  | 4   | 7   | 22  | 6   | 10   | 13   |      |     |     |     | 52     |        |
| 11                                                                 | Nikola Tsolov          |      |      | Ret | C   |     |     | 9   | 9   | 8   |     |     | 6   | 8   | 5    | 3    | 10   | Ret |     |     | 47     |        |
| 12                                                                 | Noah Lisle             | Ret  | 3    | Ret | C   | 5   | 12  | 8   | 15  | Ret | 21  | 11  | 5   | 20  | 8    | 5    | 7    | 12  | 13  | 17  | 47     |        |
| 13                                                                 | Kirill Smal            |      |      | 3   | C   | 4   | Ret |     |     |     |     |     |     |     |      |      |      |     |     |     | 27     |        |
| 14                                                                 | Theodor Jensen         | Ret  | 10   | 9   | C   | 18  | 10  | Ret | 10  | 7   | 15  | 19  | 7   | 16  | 9    | 18   | 11   | Ret | 18  | 9   | 25     |        |
| 15                                                                 | Daniel Nogales         |      |      | 13  | C   | 12  | 9   | 10  | 11  | 17  | 11  | 13  | 11  | 12  | 11   | 17   | Ret  | 9   | Ret | 4   | 23     |        |
| 16                                                                 | Dario Cabanelas        |      |      | 8   | C   | 10  | 16  | 7   | 21  | 12  | 20  | 22  | Ret | 10  | 19   | Ret  | WD   | WD  |     |     | 13     |        |
| 17                                                                 | Suleiman Zanfari       | 8    | 6    | 5   | C   | DNS | DNS | 19† | 19  | 10  |     |     |     |     |      |      |      |     |     |     | 11     |        |
| 18                                                                 | Hadrien David          |      |      |     |     |     |     |     |     |     |     |     |     |     | 6    | 21   |      |     |     |     | 8      |        |
| 19                                                                 | Yevan David            |      |      |     |     |     |     |     |     |     |     |     | 10  | 7   |      |      |      |     |     |     | 7      |        |
| 20                                                                 | Isaac Barashi          |      |      | 21  | C   | 11  | 8   | 15  | 20  | 19  | 17  | 16  | 9   | 18  | 12   | 22†  | 18   | 19  | 20  | 19  | 6      |        |
| 21                                                                 | Garrett Berry          | 7    | 9    | 15  | C   | 14  | 13  | 18  | 14  | 9   | 13  | 12  | 20  | 11  | 26†  | Ret  | 20   | Ret | 17  | 23† | 2      |        |
| 22                                                                 | Georgy Zhuravskiy      | 9    | 8    | 14  | C   | Ret | 11  | 13  | 18  | 11  | 10  | 14  | 16  | 22  | 21   | Ret  | 15   | 15  | 11  | 13  | 2      |        |
| 23                                                                 | Nick Gilkes            |      |      | 10  | C   | 16  | 20  | 12  | 16  | 13  | Ret | 15  | 16  | 19  | 16   | 19   |      |     |     |     | 1      |        |
| 24                                                                 | Diego de la Torre      | WD   | WD   | 12  | C   | 20  | 14  | 11  | 13  | 18  | 14  | Ret | 15  | 13  | Ret  | Ret  | 14   | 16  | 19  | 14  | 0      |        |
| 25                                                                 | Luciano Morano         |      |      | 16  | C   | 15  | 19  | Ret | 12  | Ret | 12  | 17  | 19  | 14  | 13   | 23†  | 16   | 18  | 16  | 24† | 0      |        |
| 26                                                                 | Joao Díaz              |      |      |     |     | Ret | 21  | 17  | 22  | Ret | 19  | 20  | DNS | 15  | 18   | 12   | 19   | 17  |     |     | 0      |        |
| 27                                                                 | Victoria Blokhina      | Ret  | 11   | 17  | C   | 17  | 18  | 16  | Ret | DNS | 18  | 18  | 18  | 25  | 20   | 16   | 22   | 20  | 12  | 16  | 0      |        |
| 28                                                                 | Gaspard Le Gallais     | Ret  | 12   | 20  | C   | Ret | 17  | 14  | 17  | 15  | 16  | 21  | 21  | 24  | 24   | 20   | 24   | 13  | DSQ | 22  | 0      |        |
| 29                                                                 | Emely de Heus          |      |      |     |     | 13  | 15  | Ret | DNS | 14  |     |     | 17  | 23  |      |      |      |     | DNS | Ret | 0      |        |
| 30                                                                 | Douwe Dedecker         |      |      |     |     |     |     |     |     |     |     |     |     |     | 15   | Ret  | WD   | WD  |     |     | 0      |        |
| 31                                                                 | Pierre-Louis Chovet    |      |      |     |     |     |     |     |     |     |     |     |     |     | 17   | Ret  |      |     |     |     | 0      |        |
| 32                                                                 | Finley Green           |      |      | 19  | C   | Ret | 22  | DNS | DNS | DNS | WD  | WD  |     |     | DNS  | DNS  |      |     |     |     | 0      |        |
| Pilotos invitados no aptos para sumar puntos                       |                        |      |      |     |     |     |     |     |     |     |     |     |     |     |      |      |      |     |     |     |        |        |
|                                                                    | Nikita Bedrin          |      |      |     |     |     |     |     |     |     |     |     |     |     |      |      |      |     |     | 5   | 3      |        |
|                                                                    | Michael Belov          |      |      |     |     |     |     |     |     |     |     |     |     |     |      |      | 5    | 7   |     |     |        |        |
|                                                                    | Mari Boya              |      |      |     |     |     |     |     |     |     |     |     |     |     |      |      |      |     | 15  | 5   |        |        |
|                                                                    | James Hedley           |      |      |     |     |     |     |     |     |     |     |     |     |     |      |      | 17   | 11  |     |     |        |        |
|                                                                    | Linus Hellberg         |      |      |     |     |     |     |     |     |     |     |     |     |     | 22   | 14   | 23   | 21  | Ret | 21  |        |        |
|                                                                    | Everett Stack          |      |      |     |     |     |     |     |     |     |     |     |     |     |      |      |      |     | 14  | Ret |        |        |
|                                                                    | Emil Hellberg          |      |      |     |     |     |     |     |     |     |     |     |     |     | 23   | 15   | 21   | 22  | 22  | 18  |        |        |
|                                                                    | Preston Lambert        |      |      |     |     |     |     |     |     |     |     |     |     |     |      |      |      |     | 21  | 15  |        |        |
|                                                                    | Matteo Quintarelli     |      |      |     |     |     |     |     |     |     |     |     |     |     |      |      |      |     | Ret | 20  |        |        |
|                                                                    | Gerrard Xie            |      |      |     |     |     |     |     |     |     |     |     |     |     |      |      | WD   | WD  |     |     |        |        |
| Sólo los pilotos que participaron en la ronda fuera del campeonato |                        |      |      |     |     |     |     |     |     |     |     |     |     |     |      |      |      |     |     |     |        |        |
|                                                                    | Valerio Rinicella      | 1    | 1    |     |     |     |     |     |     |     |     |     |     |     |      |      |      |     |     |     |        |        |
|                                                                    | Matteo De Palo         | WD   | WD   |     |     |     |     |     |     |     |     |     |     |     |      |      |      |     |     |     |        |        |
| Pos.                                                               | Piloto                 | ARA1 | ARA1 | SPA | SPA | SPI | SPI | POR | POR | POR | LEC | LEC | ZAN | ZAN | ARA2 | ARA2 | JER  | JER | BAR | BAR | Puntos |        |

| Color     | Resultado                                                               |
| --------- | ----------------------------------------------------------------------- |
| Oro       | Ganador                                                                 |
| Plata     | 2.ª plaza                                                               |
| Bronce    | 3.ª plaza                                                               |
| Verde     | Finalizó en los puntos                                                  |
| Azul      | Finalizó sin puntos                                                     |
| Azul      | NC - No clasificado                                                     |
| Violeta   | Ret - No terminó (Carrera)                                              |
| Rojo      | DNQ - No se clasificó                                                   |
| Negro     | DSQ - Descalificado                                                     |
| Blanco    | DNS - No empezó (carrera)                                               |
| Blanco    | WD - Retirado (fin de semana)                                           |
| Blanco    | C - Carrera cancelada                                                   |
| Sin color | DNP - Inscrito pero no participó                                        |
| Sin color | INJ - Lesionado                                                         |
| Sin color | EX - Excluido                                                           |
| Estado    | Resultado                                                               |
| Negrita   | Pole position                                                           |
| Cursiva   | Vuelta rápida                                                           |
| †         | Abandona, pero clasifica al completar el porcentaje requerido para ello |

### Campeonato de Equipos
| Pos. | Equipo           | Puntos |
| ---- | ---------------- | ------ |
| 1    | MP Motorsport    | 561    |
| 2    | Campos Racing    | 462    |
| 3    | Saintéloc Racing | 155    |
| 4    | GRS Team         | 65     |
| 5    | Palou Motorsport | 54     |
| 6    | Drivex           | 11     |
| 7    | DXR by Drivex    | 8      |

### Citas
1. ↑  Raymond Blancafort (10 de noviembre de 2024). «¡Javier Sagrera se hace con el título de la Eurocup-3!». SoyMotor.com. Consultado el 10 de noviembre de 2024.
2. ↑  «Instagram». www.instagram.com. Consultado el 12 de noviembre de 2024.
3. ↑  «NOAH LISLE DEBUTARÁ EN EUROCUP-3 CON CAMPOS RACING». Campos Racing. 21 de febrero de 2024. Consultado el 21 de febrero de 2024.
4. ↑  «Eurocup-3 on Instagram: "BREAKING NEWS ‼️ The young german driver @valentinkluss signs with @camposracing, as the most recent addition to their line-up in the 2024 #Eurocup3 campaign."». Instagram. 16 de enero de 2024. Consultado el 16 de enero de 2024.
5. ↑  «MICHAEL SHIN COMPLETA EL PLANTEL DE PILOTOS DE CAMPOS RACING EN EUROCUP-3». Campos Racing. 27 de febrero de 2024. Consultado el 27 de febrero de 2024.
6. ↑  «CHRISTIAN HO PERMANECERÁ EN CAMPOS RACING PARA DISPUTAR LA TEMPORADA 2024 DE EUROCUP-3». Campos Racing. 20 de diciembre de 2023. Consultado el 23 de diciembre de 2023.
7. ↑  «SULEIMAN ZANFARI Y CAMPOS RACING UNEN FUERZAS DE NUEVO EN EUROCUP-3». Campos Racing. 3 de enero de 2024. Consultado el 3 de enero de 2024.
8. ↑  «JAVIER SAGRERA ON BOARD WITH MP MOTORSPORT FOR SECOND-YEAR EUROCUP-3 ASSAULT». MP Motorsport (en inglés). 8 de febrero de 2024. Consultado el 8 de febrero de 2024.
9. ↑  «DEL PINO CONTINUES WITH MP MOTORSPORT FOR TWIN EUROCUP-3 AND FRMEC CAMPAIGNS». MP Motorsport (en inglés). 8 de enero de 2024. Consultado el 9 de enero de 2024.
10. ↑  «EMMO FITTIPALDI SIGNS UP FOR DUAL EUROCUP-3 AND FRMEC ATTACK WITH MP MOTORSPORT». MP Motorsport (en inglés). 9 de enero de 2024. Consultado el 9 de enero de 2024.
11. ↑  «OWEN TANGAVELOU INKS EUROCUP-3 DEAL WITH MP MOTORSPORT». MP Motorsport (en inglés). 22 de enero de 2024. Consultado el 22 de enero de 2024.
12. ↑  «DARIO CABANELAS IS FINAL ADDITION TO MP MOTORSPORT’S 2024 EUROCUP-3 LINE-UP». MP Motorsport (en inglés). 11 de abril de 2024. Consultado el 11 de abril de 2024.
13. 1 2 3  «NEWS | 🇪🇸 Here is the entry list for the non-championship round of Eurocup-3 at Aragón this weekend! NEW: Le Gallais (Drivex), Rinicella (MP), de Palo (Sainteloc)». Feeder Series en Twitter (en inglés). 1 de marzo de 2024. Consultado el 3 de marzo de 2024.
14. 1 2 3  «Get ready! Here's the entry list for the first race of the 2024 season at Spa Francorchamps. Check out the lineup of drivers set to compete on this legendary circuit. It's going to be an exciting start to the season!🔥🔥🔥». Eurocup-3 en Instagram (en inglés). 16 de abril de 2024. Consultado el 17 de abril de 2024.
15. 1 2 3 4 5 6  «For the first time in #Eurocup3, we have a full grid! Get ready for an exciting race weekend!💥». Eurocup-3 en Twitter (en inglés). 23 de julio de 2024. Consultado el 26 de julio de 2024.
16. ↑  «@luciano_morano07 joins @paloumotorsport for the 2024 @eurocup_3 season!». Palou Motorsport en Instagram (en inglés). 18 de enero de 2024. Consultado el 19 de enero de 2024.
17. ↑  Wood, Ida (23 de enero de 2024). «French F4 race-winner Garrett Berry steps up to Eurocup-3». FormulaScout.com (en inglés). Consultado el 23 de enero de 2024.
18. ↑  «@theodor.jensen30 joins @paloumotorsport for the 2024 @eurocup_3 season!». Palou Motorsport en Instagram (en inglés). 19 de enero de 2024. Consultado el 19 de enero de 2024.
19. ↑  «We’re pleased to announce that @gzhuravskiy joins Drivex Team to compete in the @eurocup_3 2024 season.». Drivex en Instagram (en inglés). 19 de enero de 2024. Consultado el 19 de enero de 2024.
20. ↑  «We’re pleased to announce that @danielnogalesofficial joins Drivex Team to compete in the @eurocup_3 2024 season.». Drivex en Instagram (en inglés). 28 de febrero de 2024. Consultado el 29 de febrero de 2024.
21. ↑  «Eurocup-3 on Instagram: "BREAKING NEWS‼️ After a succesful [sic] test with the team, the young driver @vikablokhina joins @drivexteam to race in the 2024 #Eurocup3 season 🔝"». Drivex en Instagram (en inglés). 24 de enero de 2024. Consultado el 2 de febrero de 2024.
22. ↑  «Nick Gilkes set for Eurocup-3 return with Drivex in 2024». Nick Gilkes (en inglés). 6 de marzo de 2024. Consultado el 12 de marzo de 2024.
23. 1 2  Alonso López, Alejandro (16 de abril de 2024). «Nikola Tsolov and Isaac Barashi to race for GRS in Eurocup-3». FormulaScout.com (en inglés). Consultado el 17 de abril de 2024.
24. 1 2  Wood, Ida (14 de mayo de 2024). «Emely de Heus and Joao Diaz to make Eurocup-3 debuts this weekend». FormulaScout.com (en inglés). Consultado el 15 de mayo de 2024.
25. ↑  Wood, Ida (30 de diciembre de 2023). «Sainteloc Racing reveals Eurocup-3 line-up as Ho steps up with Campos». FormulaScout.com (en inglés). Consultado el 30 de diciembre de 2023.
26. ↑  «Welcome Diego ! @ddela.torre joins Saintéloc Racing for the 2024 EuroCup3 season !». Saintéloc Racing en Instagram (en inglés). 23 de febrero de 2024. Consultado el 25 de febrero de 2024.
27. ↑  «Eurocup-3 announces calendar for 2024». Eurocup-3 (en inglés). 20 de noviembre de 2023. Consultado el 24 de noviembre de 2023.
28. ↑  Formula Scout (20 de noviembre de 2023). «Eurocup-3 drops Monza and Estoril for Algarve and Red Bull Ring in 2024». FormulaScout.com (en inglés). Consultado el 24 de noviembre de 2023.
29. ↑  Raymond Blancafort (20 de abril de 2024). «Eurocup3: La segunda carrera de Spa, cancelada por el mal tiempo». SoyMotor.com. Consultado el 20 de abril de 2024.